# 洛克斯特希爾鎮區 (北卡羅萊納州卡斯韋爾縣)
洛克斯特希爾鎮區（英語：Locust Hill Township）是位於美國北卡羅萊納州卡斯韋爾縣的一個鎮區。

## 地方資料
洛克斯特希爾鎮區的面積為124.31平方千米，皆為陸地。根據2020年美國人口普查的數據，當地共有人口1854人，而人口密度為每平方千米14.91人。